# Ніколаус Федерман
Ніколаус Федерман (*Nikolaus Federmann, 1505 —1542) — німецький конкістадор, що діяв на території сучасних Венесуели та Колумбії.

## Життєпис
Народився в Ульмі у 1505 році (вільне місто Священної Римської імперії). Про молоді роки немає відомостей. В цей час поступив на службу до німецької банкірської родини Вельзерів. За її дорученням деякий час представляв інтереси банку в Севільї. У 1529 році за наказом Вельзерів з Аугсбурга вирушив до острова Гаїті. Звідси відповідно домовленостям між Вельзерами та імператором Карлом I Габсбургом, Федерман висадився з робітниками та гірниками на сучасному венесуельському узбережжі. Інший представник банків — Амвросій Ехінгер (губернатор цих земель) — у 1530 році призначає Федермана своїм заступником. Під час відсутності Ехінгера, Федерман став розбудовувати колонію, яку назвали Мала Венеція — Венесуела.
У вересні того ж року, зібравши загін у 126 вояків, набравши носіїв-індіанців, Федерман рушив на пошуки Південного моря (тоді так звався Тихий океан), він дослідив північну частину річки Оріноко. У 1531 році повернувся до ставки конкістадорів Коро. Із собою мав добуте золото. Втім Ехігнер через самовільну відсутність Федермана, відправив того до Європи. Федерман повернувся до Аугсбурга, де мешкав до 1536 року. Тут пише книгу «Індійська історія. Красива і приємна оповідь першого рейсу Ніколя Федермана учням Ульма про Індію, океан-море, і все, що з ним не трапилося в цій країні до його повернення в Іспанію» (вийшла друком у Гагенау у 1557 році).
У 1536 році вирушив на пошуки легендарного місця Ельдорадо. Під час цього заснував місто Ріоача. Спочатку пересувався східною частиною Анд, потім перетнув їх. Зрештою у березні 1539 року добрався до земель чибча-муїсків, вдруге заснувавши місто Богота. Проте тут зіткувся з іншими конкістадорами Себастьяном де Белалькасаром, що прийшов з території сучасного Еквадора та Гонсалом Хіменесом де Кесадою, який вже підкорив муїсків й роком раніше оголосив про заснування Боготи. Зрештою вирішено було передати вирішення конфлікту на розгляд Ради Індій.
В Іспанії родини Вельзер стала вимагати від Федермана 100 тис. дукатів в смарагдах і 15 тис. дукатів золотом, вважаючи, що той знайшов Ельдорадо й привласнив усі коштовності. Його було запроторено до в'язниці. Федерман у судах Антверпена та Гента вимушений був захищатися від банкірів. Зрештою конфлікт було улагоджено у Вальядоліді: Федерман поступився землями у Венесуелі, а Вельзери відкликали позов. Проте вже наприкінці року Федермана було заарештовано інквізицією у підозрі щодо причетності до лютеранства. Він помер у в'язниці у лютому 1542 року.